# Stefan Meierhans
Stefan Meierhans, né le 23 août 1968 à Altstätten, est un haut fonctionnaire et une personnalité politique suisse, membre du Parti démocrate-chrétien. Il occupe le poste de surveillant des prix depuis le 1er octobre 2008.

## Biographie

### Origines et famille
Stefan Meierhans naît le 23 août 1968 à Altstätten, dans le canton de Saint-Gall. Il est originaire de Griesenberg, dans le canton de Thurgovie.
Il est marié depuis 2003 à Béatrice Wertli, avec qui il a deux enfants.

### Études
Après un séjour d'une année comme stagiaire auprès d'un journal de Spring Hope, en Caroline du Nord, il commence des études de droit à Bâle en 1988. Il fait un séjour d'études de quatorze mois à Oslo en 1992 et 1993 et, après un autre séjour à l'université d'Uppsala, conclut ses études par un doctorat.

### Parcours professionnel
Il travaille comme journaliste indépendant pour plusieurs quotidiens de Suisse allemande. Dans le même temps, il est membre du comité de son parti pour le canton de Berne.
Après avoir travaillé pendant six ans comme rapporteur au secrétariat général du Département fédéral de justice et police, il rejoint Microsoft en 2003 où il occupe le poste de « Corporate Affairs and Citizenship Lead »,.

#### Surveillant des prix
Il est nommé le 18 juin 2008 par le Conseil fédéral au poste de surveillant des prix (appelé familièrement « Monsieur Prix »), en succession à Rudolf Strahm au 1er octobre 2008.
En 2016, il obtient de l'Union des transports publics l'introduction de billets dégriffés, notamment aux heures creuses.
Le 7 novembre 2020, il appelle les entreprises de transports publics à s'adapter à la crise liée au nouveau coronavirus. Selon lui, elles doivent revoir leurs offres et proposer des abonnements à la carte. Il propose de s'inspirer des offres qui existent en téléphonie mobile, en particulier des abonnements dits « au meilleur prix ».